# Два шматки хліба, що висловлюють любовне почуття
«Два шматки́ хлі́ба, що висло́влюють любо́вне почуття́» — картина  іспанського художника Сальвадора Далі, написана у 1940 році. Знаходиться в колекції Театру-музею Сальвадора Далі у Фігерасі.

## Опис
Цю картину Далі написав навесні 1940 року в Аркашоні, неподалік від Бордо. Наступного року картину було виставлено в галереї Жюльєна Леві у Нью-Йорку. У передмові до каталогу виставки «Останній скандал Сальвадора Далі» художник пише:
|  | ... у ці смутні часи плутанини, хвилювань та зростаючої деморалізації (...) як я вже казав, Далі знаходить унікальний підхід до своєї долі: ВІН СТАНЕ КЛАСИКОМ! Він ніби сказав собі: "Зараз або ніколи". |

Зображений на картині загадковий гіперреалістичний шаховий пішак — знак поваги до друга Далі, художника Марселя Дюшана, котрий у той час гостював у Далі та кожного дня грав у шахи з Галою. Далі розставив предмети для натюрморту, й серед них випадково виявився пішак, який він залишив у композиції. Шматки хліба нагадують глядачу натюрморти Санчеса Котана або Сурбарана, символічі та реалістичні водночас.